# Tunnels de Vallvidrera

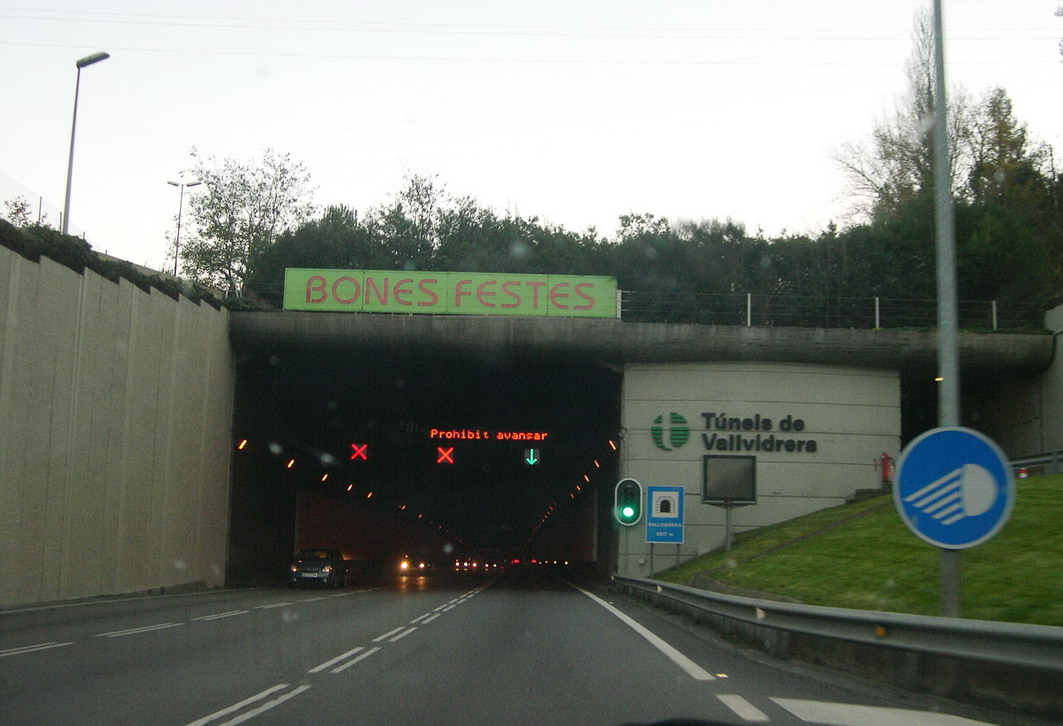
Entrée nord du tunnel de Vallvidrera.

Les tunnels de Vallvidrera sont un ensemble de cinq tunnels qui traversent la Sierra de Collserola en unissant la ville de Barcelone avec le comarque de Vallès Occidental. Ces tunnels sont inaugurés en 1991. Le plus long de tous est le tunnel dénommé de Vallvidrera avec une longueur de 2 517 mètres ; il s'agit de l'unique à péage, les quatre autres étant de passage libre.

## Histoire
Le 14 février 1967 la mairie de Barcelone a initié les formalités pour connecter Barcelone avec Vallés à travers la réalisation d'une série de tunnels qui permettraient de préserver la Sierra de Collserola. La première partie des travaux a été réalisée entre 1970 et 1975, car les travaux s'interrompirent en mars 1976. Ils recommencèrent à reprendre en 1988 et le tunnel oriental fut inauguré en 1991.

## Tunnels
- Tunnel de Vallvidrera : 2 517 m
- Tunnel de La Floresta : 440 m
- Tunnel de Can Llobet : 391 m
- Tunnel de Valldoreix: 857 m
- Tunnel de Can Rabella : 389 m